# Lissandra
Lissandra är en femininform av namnet Lysander som är en variant av namnet Alexander och betyder mänsklighetens försvarare.
Det finns i januari 2009 två personer i Sverige med namnet Lissandra, av dessa har två personer det som tilltalsnamn. I mars 2025 fanns det 21 personer med förnamnet.